# خودخواهان (رمان)
خودخواهان (به ایتالیایی: Gli egoisti) رمانی است از فدریگو توتزی رمان‌نویس ایتالیایی که اولین بار در سال ۱۹۲۳ توسط انتشارات موندادوری و پس از مرگ مؤلف به چاپ رسید.

## داستان
این رمان با روایتی عاشقانه، داستان زندگی موسیقیدانی را روایت می‌کند که با مشکلات روحی و روانی خاصی دست و پنجه نرم می‌کند؛ مشکلاتی که سبب می‌شوند او نتواند با اطرافیان خود به‌درستی ارتباط برقرار کرده و در کارهای هنری خود نیز به مشکل برمی‌خورد.
شخصیت اصلی داستان «داریو گاوینای» نام دارد و وقایع داستان در شهر رم می‌گذرد. نویسنده رمان فضای وهم‌انگیزی را در شهر رم به تصویر کشیده و مشکلات شخصیت داستانش را به کمک همین فضا بهتر نشان می‌دهد. رمان نوعی کاوش روان‌کاوانه در ذهن شخصیت‌هاست، کاوش در منطقهٔ تاریکی که روان نام دارد.

## درون‌مایه
این اثر نیز همانند دیگر آثار توتزی نگاهی تلخ و ناامیدی بنیادینی دارد که در آثار وی مشاهده می‌شود. این تلخی و ناامیدی را می‌توان در شروع داستان نیز مشاهده کرد. راوی داستان از شخصیتی سخن می‌گوید که «بدبختی و فلاکت قصد داشت حتی به درون روحش نیز رسوخ کند»؛ فردی که «حتی تکه‌نانی برای خوردن نداشت» و «هرچه بیشتر رنج می‌برد و ضعیف‌تر می‌شد مسایل نیز آشکارتر و واضح‌تر و به مانند توهماتی بر او پدیدار می‌گشتند.»

## نمونه متن
... احساس و عاطفه‌اش نسبت به آلبرتینا، مختصری به یکی از آن شعاع‌های نوری شبیه بود که بعد و مسافتی اندک را آشکار می‌سازند و باقی چیزها تماماً نامعلوم باقی می‌مانند، ولی خاطرات ییلاق به حس‌ها و ادراک‌های موسیقایی بدل می‌شدند و اندیشه‌های داریو به نغمه‌ها؛ که روحش تقریباً با آرامش و شفافیتی شگرف می‌سرودشان. آکوردها مطابق تغییر عواطف و احساسات شکل می‌گرفتند و یک حس با حس دیگر خود به خود هماهنگ می‌نمود و همگی بی‌وقفه در پی هم می‌آمدند. هنگامی که نغمه‌ها آفریده می‌شدند، برایش ممکن نبود که بلافاصله آن‌ها را بشنود؛ چنان‌که گویی یک نوع کری تسکین‌ناپذیر مانعش شود، اما لحظه‌ای بعد، آن نغمه‌ها را به‌روشنی دریافت می‌کرد با وجود این‌که کمی دورتر شده بودند و قادر بود بی‌هرگونه زحمت آن‌ها را بنگارد.

## ترجمه به فارسی
این رمان یکی از آخرین آثاری است که به قلم توتزی نوشته شده‌است، با این حال نخستین اثری از وی بود که از وی در ایران ترجمه و منتشر شد.
- خودخواهان، فدریگو توتزی، اثمار موسوی‌نیا، تهران: انتشارات افراز، ۱۳۹۰[۶]

در پایان این کتاب مقاله‌ای نیز با نام «دربارهٔ رمان نو» نوشته جاکومو دبندتی آمده و توضیحاتی افزوده‌است که می‌تواند به درک بهتر مخاطب از داستان کمک کند. نویسنده در این بخش تاریخ آغاز رمان مدرن را همزمان با ظهور آثار داستایوفسکی می‌داند؛ نویسنده‌ای که نخستین ایراد و اعتراض را به روایت ناتورالیستی داشت. انتخاب این مقاله به آن دلیل بوده که در میانهٔ آن و در بررسی رمان نو در ایتالیا، نگارندهٔ مقاله به نویسندگانی چون توتزی و لوییجی پیراندلو اشاره می‌کند و این دو را از پایه‌گذاران رمان نو در ایتالیا می‌داند. وی معتقد است توتزی نوعی زشتی سنگدلانه را بر شخصیت‌هایش اعمال می‌کند و با ذکر مثال‌هایی از آثار این نویسنده، دلایل خود را برای ادعاهایش بر می‌شمارد.

## پی‌نوشت
1. ↑  توتزی با «خودخواهان» وارد....
2. ↑  توتزی با «خودخواهان» وارد....
3. ↑  توتزی با «خودخواهان» وارد....
4. ↑  توتزی با «خودخواهان» وارد....
5. ↑  توتزی با «خودخواهان» وارد....
6. ↑  توتزی، فدریکو. «خودخواهان». اثمار موسوی‌نیا. تهران: انتشارات افراز، ۱۳۹۰[پیوند مرده]
7. ↑  توتزی با «خودخواهان» وارد....